# HMB Endeavour
El HMB Endeavour, también conocido como HM Bark Endeavour, fue un barco de la Marina Real británica del siglo XVIII célebre por estar al mando del capitán James Cook.

## Construcción y remodelación
Construido en Inglaterra y botado en 1764 como Earl of Pembroke, en 1768 James Cook eligió este collier (barco carbonero) y lo mandó reconvertir para realizar su primera gran expedición al gran mar del Sur dado que podía llevar carga pesada y muchos hombres para una travesía tan larga. En su juventud Cook había navegado en este tipo de barcos por lo que los conocía bien.
Los carboneros estaban especialmente diseñados para albergar en sus bodegas unas 600 toneladas[cita requerida] de carbón que llevaban desde el norte de Inglaterra hasta Londres. En este caso las bodegas fueron modificadas para albergar los víveres y el material científico. A medida que las provisiones se fueran agotando dejarían sitio al instrumental y especímenes de plantas y animales recogidos a lo largo del viaje.
Tenían una línea ancha y profunda, con una popa estrecha y carecía de mascarones de proa. El Endeavour poseía tres mástiles. Los palos trinquete y mayor llevaban grandes velas cuadradas, mientras que el de mesana poseía velas cangrejas delante y detrás. Este tipo de velamen permitía al barco navegar con casi cualquier condición meteorológica, haciendo frente a las más violentas tempestades. Además, si hacía falta varar el barco este lo podía hacer sin sufrir ningún daño. 
Como condición de barco militar en misión científica el His Majesty's Bark Endeavour tenía una tripulación mixta compuesta de marinería encargada de las operaciones del barco y las velas, militares con oficiales e infantes de marina que imponían la disciplina a bordo y protegía la embarcación de ataques hostiles y, finalmente, científicos y artistas encargados de realizar observaciones, dibujos y experimentos el tiempo que durase la expedición.

## Últimos servicios
Después de la expedición de Cook sirvió en varias misiones militares hasta que fue dado de baja en septiembre de 1774 y vendido y renombrado como Lord Sandwich en 1775. A finales del mismo año fue reclamado para enviar tropas a la América británica para luchar en la Guerra de Independencia de los Estados Unidos, siendo finalmente hundido en la bahía de Narragansett para evitar el desembarco de tropas francesas en Newport en la batalla de Rhode Island.

## Posible descubrimiento de sus restos
En mayo de 2016 investigadores pertenecientes al Proyecto de Arqueología Marina Rhode Island creen entre un 80 y 100 % de certeza haber encontrado en aguas del puerto de Newport (Rhode Island) los restos del Endeavour. El grupo de investigadores utilizó documentos de Londres para cartografiar y luego analizar los sitios en donde el barco podría ser hallado.